# Egon Mayer (sociologue)
Pour l’article homonyme, voir Egon Mayer.
Egon Mayer, né le 23 décembre 1944 et mort le 30 janvier 2004, est un sociologue américain, né suisse, professeur au Brooklyn College.
Il est l’auteur de plusieurs livres sur l’histoire et la culture juive, dont From Suburb to Shtetl en 1979 (en anglais : Des faubourgs au shtetl), The Court Jew: A Contribution to the History of Absolutism in Europe en 1984 (en anglais : Les Juifs de Cour : contribution à l’histoire de l’absolutisme en Europe), et Love and Tradition: Marriage Between Jews and Christians en 1985 (en anglais : Amour et tradition : mariage entre juifs et chrétiens).

## Biographie
Il est né à Caux en Suisse. Ses parents sont Eugen Mayer (né en 1914 à Komárno, Autriche-Hongrie, dans l’actuelle Slovaquie), et Hedvig "Hedy" Mayer (ou Haedviga Mayerová, née en 1925 à Budapest, en Hongrie). Ils choisissent  la citoyenneté tchécoslovaque quand Komarno est divisée en 1920 par le traité de Trianon (la partie hongroise prenant le nom de Komárom. Eugen et Hedvig Mayer faisaient partie des Juifs qui prirent le train Kastner pendant la Shoah en Hongrie. La mère d’Egon Mayer était enceinte de lui à ce moment (dès le début de l’invasion de la Hongrie par les Allemands). Le train quitte Budapest en juin 1944, grâce aux négociations de Rudolf Kastner, journaliste et avocat hongrois de Roumanie, avec Adolf Eichmann pour permettre à environ 1 684 juifs de rejoindre en sûreté la Suisse. Les passagers arrivent en Suisse en deux fois : environ 300 enfants en août, les autres en décembre (le mois où Egon Mayer naît), après avoir passé jusqu’à six mois à Bergen-Belsen. À la fin de la guerre, la famille de Mayer retourne à Budapest, puis émigre aux États-Unis d’Amérique en 1956.
Mayer étudie au Brooklyn College (Université de la ville de New York) et à la New School for Social Research ; il obtient son Ph.D en sociologie en 1975 à l’université Rutgers.
Mayer est responsable de la création et de la mise à jour du site internet consacré à la mémoire de Rudolf Kastner.
Il meurt le 30 janvier 2004, à 59 ans, d’un cancer de la vésicule biliaire, à Laurel Hollow. Sa mère, son épouse et ses trois filles lui survivent.
L’association pour l’étude sociale scientifique de la communauté juive lui décerne le Marshall Sklare Award en 2004.